# HD 178208
HD 178208，又名BD+49 2929，SAO 48071、HR 7252，是一颗恒星，视星等为6.43，位于銀經80.32，銀緯18.34，其B1900.0坐标为赤經19h 2m 34.8s，赤緯+49° 18.34′ 11″。